# Dipsadoboa flavida
Dipsadoboa flavida är en ormart som beskrevs av Broadley och Stevens 1971. Dipsadoboa flavida ingår i släktet Dipsadoboa och familjen snokar.
Arten förekommer i östra Afrika från Somalia över Kenya och Tanzania till Malawi och Moçambique. Honor lägger ägg. Dipsadoboa flavida hittas i låglandet och i bergstrakter upp till 1000 meter över havet. Ormen vistas i skogar, buskskogar och besöker människans samhällen. Den rör sig främst på marken och kan klättrar i träd och är nattaktiv. Exemplaren vilar på dagen under lösa barkskivor eller i trädens håligheter. Födan utgörs av geckoödlor och groddjur.
För beståndet är inga hot kända. Hela populationen ökar. IUCN listar arten som livskraftig (LC).

## Underarter
Arten delas in i följande underarter:
- D. f. flavida
- D. f. broadleyi